# Bjørn Kristensen
Bjørn Kristensen, né le 10 octobre 1963 à Malling (Danemark), est un footballeur danois, qui évoluait au poste de défenseur ou milieu défensif à l'AGF Århus, à Newcastle United, à Bristol City, à Portsmouth, à l'Aalborg BK et à l'Århus Fremad ainsi qu'en équipe du Danemark.
Kristensen marque deux buts lors de ses vingt sélections avec l'équipe du Danemark entre 1987 et 1993. Il participe au Championnat d'Europe de football en 1988 avec l'équipe du Danemark.

## Carrière
- 1982-1989 : AGF Århus
- 1989-1993 : Newcastle United
- 1992 : Bristol City
- 1993-1995 : Portsmouth
- 1995-1997 : Aalborg BK
- 1997 : Århus Fremad [2]

## Palmarès

### En équipe nationale
- 20 sélections et 2 buts avec l'équipe du Danemark entre 1987 et 1993

### Avec l'AGF Århus
- Vainqueur du Championnat du Danemark en 1986
- Vainqueur de la Coupe du Danemark en 1987 et 1988